# Le bateau tourne la pointe
Le bateau tourne la pointe  (en italien, Il battello gira la punta) est une peinture à l'huile sur toile ovale de 195 × 110 cm, réalisée par Eugenio Giuseppe Conti (it) en 1908 et conservée au Museo civico di Crema e del Cremasco (it) à Crema en Italie.

## Descriptif
Le tableau d'Eugenio Giuseppe Conti, sa dernière œuvre avant sa mort, représente la terrasse d'une villa surplombant le lac de Côme depuis la via Roma 66 en Borgo Villa, où un couple de nobles élégants de l'époque observent avec curiosité les manœuvres d'un bateau non représenté mais évoqué par le titre. Au centre de la peinture, au-delà du lac, se trouve la frazione de Limonta (it) à Bellagio.
Cette œuvre de la maturité du maître a été acheté en 2006 par le Musée Civique de Crema (Museo civico di Crema e del Cremasco).